# Hans Erik Deckert
Hans Erik Deckert (* 11. Januar 1927 in Hamburg; † 20. August 2022 in Kopenhagen) war ein deutscher Cellist.

## Werdegang
Seine musikalische Laufbahn begann er am Musischen Gymnasium in Frankfurt/Main bei Kurt Thomas. Am 27. April 1944 beantragte er die Aufnahme in die NSDAP und wurde rückwirkend zum 20. April desselben Jahres aufgenommen (Mitgliedsnummer 10.103.294). Nach 1945 nahm er ein Studium an der königlich-dänischen Musikakademie in Kopenhagen auf. Später studierte er u. a. bei Sergiu Celibidache. Er lebte später in der Nähe von Aarhus, Jütland.
Neben seiner Lehrtätigkeit an verschiedenen skandinavischen Musikhochschulen von 1960 bis 1989 war er international als Solist, Kammermusiker und Dirigent tätig. Er war Gründer und Präsident der dänischen Sektion der European String Teachers Association (ESTA), Initiator der Cello Academy und Mitglied des Orchesters des Königlichen Opernhauses, Kopenhagen.